# アルフレッサ ヘルスケア
アルフレッサ ヘルスケア株式会社（英: Alfresa Healthcare Corporation）は、東京都中央区に本社を置く一般用医薬品、医薬部外品、育児用乳製品、雑貨等の卸売・販売を行う会社である。
2011年10月に丹平中田株式会社（たんぺいなかた）がグループ会社のシーエス薬品株式会社のセルフメディケーション卸売事業（一般用医薬品等卸売事業）と統合し、商号変更した。

## 沿革
- 1902年2月11日：丹平商会（現在の丹平製薬株式会社）の卸部門として創業。
- 1920年1月：合資会社に改組。
- 1948年3月：株式会社に改組し、株式会社丹平分店に商号変更。
- 1961年7月：丹平商事株式会社に商号変更。
- 1963年2月：愛知県の千代丸製薬株式会社を吸収合併し、名古屋支店を開設。
- 1963年6月：東京都の日本薬業株式会社を吸収合併し、東京支社を開設。
- 1971年2月：東京都の玉置薬業株式会社と三重県の丹平旭商事株式会社の二社を吸収合併。
- 1983年4月：東京都の中田薬品株式会社を吸収合併し、丹平中田株式会社に商号変更。
- 2007年11月：アルフレッサ ホールディングス株式会社及び同社子会社であるシーエス薬品株式会社とセルフメディケーション事業体制構築に関する基本合意書を締結。
- 2008年2月：アルフレッサ ホールディングス株式会社と資本・業務提携締結。
- 2008年6月：第三者割当増資をアルフレッサ ホールディングス株式会社から引き受け、資本金が4億9,900万円となる。
- 2010年3月：アルフレッサ ホールディングス株式会社、シーエス薬品株式会社、株式会社あらた、株式会社日本アクセスと食品、日用品、一般用医薬品等の卸売事業に関する業務提携を締結。
- 2010年10月：株式交換によりアルフレッサ ホールディングス株式会社の完全子会社となる。
- 2011年10月：シーエス薬品株式会社からセルフメディケーション卸売事業（一般用医薬品等卸売事業）を会社分割により継承し、アルフレッサ ヘルスケア株式会社に商号変更。併せて、本店所在地を東京都中央区日本橋本町に移転。
- 2011年11月：株式会社モロオから一般用医薬品等卸売事業のうちの量販事業を譲受。
- 2012年10月：グループ会社の株式会社琉薬からセルフメディケーション卸売事業（一般用医薬品等卸売事業）を譲受[1]、新たに沖縄支店を開設。
- 2014年10月：株式会社茂木薬品商会（初代法人から一般用医薬品関連商品の卸売事業を分割して設立された2代目法人）を完全子会社化[2]。
- 2014年11月：グループ会社の常盤薬品株式会社（現:ティーエスアルフレッサ株式会社）からセルフメディケーション卸売事業を譲受[3]。
- 2021年4月：子会社の株式会社茂木薬品商会を吸収合併[4]。

## 事業所一覧
- 北海道 - 札幌営業所、北海道物流センター
- 宮城県 - 東北支店（仙台駐在）
- 福島県 - 東北支店（福島駐在）、東北物流センター
- 東京都 - 本社、東京第一支店、東京第二支店、広域第一支店、広域第二支店、広域第三支店、広域第四支店
- 埼玉県 - 関東第一支店、関東第二支店、MK吉川物流センター、北関東物流センター
- 神奈川県 - 横浜甲信越支店（横浜駐在）、南関東物流センター
- 静岡県 - 静岡支店
- 長野県 - 横浜甲信越支店（甲信越駐在）
- 愛知県 - 名古屋第一支店、名古屋第二支店、中部物流センター
- 石川県 - 金沢支店、北陸物流センター
- 大阪府 - 関西第一支店、関西第二支店、関西第三支店、関西物流センター
- 広島県 - 広島支店
- 岡山県 - 岡山営業所
- 愛媛県 - 松山営業所
- 福岡県 - 西日本支店、九州第一支店
- 熊本県 - 九州第二支店、九州物流センター
- 沖縄県 - 沖縄支店、沖縄物流センター

## 商品
- 一般用医薬品・医薬部外品・乳幼児食品・漢方薬・清涼飲料水・ダイエット食品・介護用品・生理用品　等

## 主な取引メーカー
- 明治、久光製薬、ロート製薬、養命酒製造、大塚製薬、アース製薬、小林製薬、フマキラー、大日本除虫菊、エステー、森永乳業、森永製菓、プロクター・アンド・ギャンブル・ジャパン（P&Gジャパン）